# Katana Zero
Katana Zero es un videojuego de plataformas de 2019 creado por el desarrollador independiente Justin Stander. Ambientada en una metrópolis distópica, la historia neo-noir sigue al Sujeto Zero, un asesino con amnesia que empuña una katana y que puede ralentizar el tiempo y predecir el futuro. Zero desvela su pasado mientras completa contratos de asesinato. Katana Zero presenta un videojuego de desplazamiento lateral de hack and slash en el que el jugador intenta matar a todos los enemigos en un nivel sin ser golpeado, usando las habilidades de Zero para manipular el tiempo, esquivar ataques y aprovechar los peligros ambientales. Entre niveles, la historia se cuenta en secuencias en las que el jugador conversa con personajes no jugadores a través de árboles de diálogo.
Stander comenzó a trabajar en Katana Zero en 2013. Anteriormente había desarrollado juegos gratuitos, como Tower of Heaven (2009), y concibió Katana Zero como su primer juego comercial. Usando GameMaker Studio 2, Stander buscó crear un juego basado en una historia difícil que no obligara al jugador a esperar durante el diálogo y las escenas . Se centró en la atención al detalle y recurrió a películas como Sin City (2005) y John Wick (2014) en busca de inspiración para la historia. El desarrollo se prolongó y Stander trabajó principalmente solo, aunque reclutó artistas para diseñar las imágenes, así como a los músicos Bill Kiley y Thijs "LudoWic" Lodewijk para componer la banda sonora de synthwave.
Katana Zero fue publicado por Devolver Digital para macOS, Nintendo Switch y Windows el 18 de abril de 2019. Vendió 500 000 copias en menos de un año y recibió críticas positivas. Los críticos elogiaron la jugabilidad, que compararon favorablemente con Hotline Miami (2012) de Devolver, y las imágenes, la escritura y la música. La historia dividió a los críticos y el final no resuelto fue criticado. Varios críticos citaron a Katana Zero como uno de los mejores juegos de 2019 y fue nominado a numerosos premios de fin de año. En 2020 se lanzó una adaptación para Xbox One, mientras que se están desarrollando versiones y contenido descargable para Android e iOS. Stander tiene la intención de continuar con el universo ficticio en juegos futuros.

## Jugabilidad
Katana Zero es un juego de plataformas y hack and slash en 2D presentado desde una perspectiva de desplazamiento lateral. Controlando al personaje jugador, el asesino con katana Sujeto Zero, el jugador individual completa contratos de asesinato para un psiquiatra. Zero puede correr, saltar, patear, recoger y lanzar objetos, atacar con su katana y esquivar. La capacidad de Zero para ralentizar el tiempo y predecir el futuro permite al jugador activar un efecto de cámara lenta, lo que le permite predecir el movimiento del enemigo más fácilmente, aunque el uso está limitado por un medidor que se rellena gradualmente. El juego presenta once niveles, que utilizan la precognición de Zero como dispositivo de encuadre; los intentos del jugador para completar cada nivel se presentan como posibles escenarios que Zero ha previsto.
Los niveles se dividen en varias salas y el jugador debe matar a todos los enemigos en una habitación usando su espada, objetos arrojables, como lámparas y ollas, o peligros ambientales, como láseres. Aparte de los jefes ocasionales, cada enemigo muere de un solo golpe. Ciertos niveles presentan mecánicas de juego únicas, como una misión sigilosa en un club nocturno, una persecución en motocicleta, y un personaje de jugador alternativo. Cualquier daño provoca la muerte instantánea de Zero, lo que requiere que el jugador reinicie desde el punto de control más reciente. Katana Zero ha sido comparada frecuentemente con Hotline Miami (2012), ya que ambos cuentan con niveles llenos de enemigos, muertes de un solo golpe y requieren que los jugadores determinen estratégicamente la ruta elegida. Fuera del juego principal, hay dos modos de juego adicionales: el modo difícil presenta niveles más difíciles con nuevas variedades de enemigos, jefes rediseñados y desafíos adicionales; y el modo speedrun desafía al jugador a completar cada nivel en el menor tiempo posible, con opciones para modificar el comportamiento del enemigo y saltarse cinemáticas.

### Historia y diálogo
Katana Zero sigue una historia de estilo neo-noir, con elementos de terror psicológico y humor negro, ambientada en una metrópolis distópica después de una guerra. Sujeto Zero es un veterano amnésico con habilidades precognitivas. Asesina a traficantes de drogas para su psiquiatra, quien actúa como su manejador. Los medios de comunicación atribuyen estos asesinatos a un asesino en serie conocido como el Dragón. Zero experimenta pesadillas recurrentes con un niño, a quien identifica como él mismo, en una cabaña. Un científico entra corriendo, le advierte al niño que se esconda y momentos después un soldado le dispara. Habla de sus pesadillas con el psiquiatra, quien le suministra un medicamento como tratamiento. Zero también se hace amigo de una joven que vive al lado de su apartamento, y se encariña con ella.
Entre niveles, el jugador conversa con personajes no jugadores (NPC), como el psiquiatra, la niña y un antagonista psicópata ruso llamado V, que admira cuan letal es Zero. En un sistema de árbol de diálogo en tiempo real, el jugador elige respuestas durante las conversaciones y puede interrumpir el diálogo de un NPC en cualquier momento. Sus decisiones determinan cuánta exposición se presenta y cómo se caracteriza a Zero; por ejemplo, Zero parecerá grosero si el jugador interrumpe repetidamente. Aunque no cambian la trama general, las opciones de diálogo de los jugadores pueden afectar ciertos eventos, y una pelea contra un jefe solo puede activarse tomando decisiones específicas.
La relación entre Zero y el psiquiatra se vuelve tensa a medida que el psiquiatra se vuelve cada vez más desagradable y Zero sospecha que está ocultando información sobre los asesinatos. Después de que el Dragón, un espadachín independiente con habilidades clarividentes similares a las de Zero, secuestra y desmembra a V, Zero aprende sobre su propio pasado como supersoldado y que la droga que había estado tomando, Chronos, le dio sus habilidades, y hace que los usuarios en abstinencia queden atrapados dentro de sus mentes. Zero, cansado de ser manipulado, mata al psiquiatra. La niña desaparece, y la historia termina en un cliffhanger. Una analepsis revela que la pesadilla de Zero es un recuerdo de la guerra, que él es el soldado y no el niño, y que el Dragón era su camarada.

## Desarrollo

### Concepción
Katana Zero fue desarrollado durante seis años por el creador de videojuegos independientes Justin Stander bajo el nombre de estudio Askiisoft. Fue el primer juego comercial de Stander; sus proyectos anteriores, como Tower of Heaven (2009), habían sido juegos gratuitos más pequeños. Después de ver el éxito de VVVVVV (2010) de Terry Cavanagh, Stander concluyó que el público sólo presta atención a los juegos independientes si se venden. Cavanagh, al igual que Stander, había comenzado creando juegos gratuitos, pero ninguno tuvo tanto éxito como VVVVVV. Katana Zero surgió del deseo de Stander de crear un proyecto más grande que pudiera venderse comercialmente y contar una historia. Comenzó a trabajar en ello en 2013 como pasatiempo durante su segundo año en la Universidad McGill. Usó el motor de videojuego GameMaker Studio 2 y pasó los primeros dos años construyendo prototipos simples. El juego era un medio de expresión para Stander fuera del trabajo escolar y pasó la mayor parte de su tiempo en la universidad desarrollándolo.
Después de que Stander se graduara en 2015, desarrolló Katana Zero a tiempo completo. Trabajó en varios proyectos junto con él como medida de precaución, ya que sentía que las posibilidades de éxito eran escasas. El presupuesto total fue de US$60 000, lo que, según Stander, era bastante pequeño para un juego del alcance de Katana Zero. Dijo: «La mayor parte fue simplemente no pagarme nada y reducir costos en mi propia vida para no hacer nada más que trabajar en el juego». Stander trabajó en gran medida por su cuenta, aunque reclutó ayuda para el arte y la música. El juego fue desarrollado inicialmente para computadoras personales (macOS y Windows). Stander decidió desarrollar una versión para Nintendo Switch inmediatamente después de que se presentara el sistema porque la veía como una buena consola para juegos independientes. GameMaker facilitó la portabilidad de Katana Zero y el largo desarrollo significó que ya estuviera bien optimizado.

### Diseño
Uno de los objetivos de Stander era hacer que matar fuera emocionante y satisfactorio. Consideraba que muchos juegos modernos eran demasiado indulgentes, con enemigos menos poderosos que el jugador. Al encontrarle difícil morir en juegos como Payday: The Heist (2011), Stander decidió que sería fácil morir en Katana Zero. Quería que el juego fuera difícil pero justo y que el jugador reconociera y asumiera la responsabilidad de sus errores. Continuó con su estilo de diseño (niveles cortos llenos de escenarios de muerte instantánea) de Tower of Heaven y Pause Ahead (2013). El juego de un solo golpe se comparó con frecuencia con otro juego publicado por Devolver Digital, Hotline Miami. Stander dijo que solo jugó a Hotline Miami una vez y no recordaba cómo se jugaba, pero reconoció que pudo haberlo influenciado inconscientemente. Llamó a Samurai Gunn (2013), que en su opinión utilizó muertes de un solo golpe de manera efectiva, como la mayor influencia.
Stander quería que Katana Zero fuera cinematográfico y buscó subvertir las expectativas: «Tan pronto como crees que entiendes cómo se va a desarrollar este juego, entonces trato de traspasarlo por completo... tan pronto como [estás] cómodo en [algo], trato de cambiar las cosas y lo hago varias veces durante el juego. Realmente me meto con el jugador». Para mantener la variedad, incorporó muchos tipos de enemigos, trampas ambientales, caminos de niveles alternativos y escenarios. Se tardó más de un mes en crear un camino de vagoneta inspirado en Indiana Jones and the Temple of Doom (1984). Stander buscó inspiración en juegos independientes que presentan «combates a muerte instantáneos, rápidos y ajustados», como Trilby: The Art of Theft (2009) y Gunpoint (2013).
El estilo artístico se inspiró en la estética de la iluminación de luz de neón asociada con la década de 1980. Reclutar artistas resultó un desafío; Stander se llamó a sí mismo «un artista terrible» y durante dos años ningún artista trabajó en el juego. Encontró artistas a través de la comunidad de desarrolladores independientes en línea TIGSource, pero dijo que era difícil reclutar artistas de píxeles de alta calidad que se comprometieran con el proyecto. Muchos solo trabajarían en ello durante semanas o días antes de dejarlo por diversas razones, como otros compromisos o sentir que su estilo no coincidía. Stander utilizó la iluminación de neón para combinar los diferentes estilos de los artistas. Consideró que poder conseguir que un equipo de artistas terminara el juego fue una simple casualidad y les dio crédito a los artistas por motivarlo a terminar.
Stander se centró en la atención a los detalles y dijo que agregar una sola mecánica, como una torreta, requeriría alterar muchos sistemas diferentes, como la iluminación, para mantener la cohesión. El valor de producción era importante, ya que Stander quería que el motor pareciera impecable. Dijo que esto significaba «nada de errores. Todo debe sentirse como una extensión del jugador. Cuando lo juegas, siempre debes sentir que esto es exactamente lo que quería hacer y eso es lo que hizo el personaje». Al desarrollar pequeños juegos gratuitos, podía examinar detalles minuciosos, lo que le llevaría dedicar un año a crear un juego corto de 20 a 30 minutos. Adaptar esta mentalidad a un juego comercial de larga duración contribuyó al desarrollo prolongado; Stander originalmente esperaba que el desarrollo durara uno o dos años. Su concentración en los detalles lo desmoralizó, hasta el punto de que logró pocos avances durante un año.

### Escritura
Stander dijo que contar una historia fue una gran parte de su motivación para desarrollar Katana Zero, queriendo celebrar sus tropos favoritos y darles su propio toque. El guion está acreditado a Stander y Eric Shumaker, con escritura adicional de Sterling Nathaniel Brown e Ian Goldsmith Rooney. A medida que Stander desarrolló Katana Zero centrándose en un elemento a la vez, solo tenía un resumen básico de la trama cuando terminó de delinear todos los niveles. Los elementos que Stander concibió desde el principio incluían un protagonista que estaba «como atrapado en su situación, porque siempre son buenos personajes principales en los juegos de acción», y un psiquiatra desagradable que no agradaría a los jugadores.
Katana Zero es un pastiche de películas que disfrutó Stander. Se inspiró en la cultura oriental del cine de samuráis y quería un protagonista vulnerable pero letal similar a los de los thrillers de venganza coreanos. Las influencias cinematográficas incluyeron Oldboy (2003) Sin City (2005), Drive (2011) y John Wick por sus protagonistas «invencibles pero humanos» y su «violencia estilística ambientada en un entorno oscuro, sucio y recubierto de neón», así como Los siete samuráis (1954) y las películas de Quentin Tarantino. La estructura de la historia se inspiró en Hotline Miami, en la que el personaje del jugador es dirigido a matar mediante misteriosas llamadas telefónicas, y sus temas incluyen la adicción a las drogas y salud mental. Stander dudó en abordar esos temas porque nunca le habían afectado, pero después de investigar un poco, sintió que podía tratarlos con respeto. Stander dijo que el guion fue reescrito unas 30 veces.
Stander permitió al jugador interrumpir cualquier línea de diálogo hablado porque muchos de los videojuegos de acción en los que creció jugando «se detenían cuando el protagonista y su segundo plátano discutían sobre política, o cuando el villano se dignaba ofrecer un monólogo sinuoso». Consideró que este era uno de los mayores problemas con las cinemáticas, ya que despojan a los jugadores de su agencia. Además, Stander sintió que un asesino como Zero no esperaría a escuchar a un villano justificar sus planes. Estaba consciente de que los corredores de velocidad se saltarían todos los diálogos e incluyó consecuencias en el juego por interrumpir constantemente para crear una sensación de realismo. Adoptó un enfoque de mostrar, no contar, para transmitir la mayor cantidad posible de historia, temas y personajes solo a través de imágenes. Un nivel en el que el jugador controla al Dragón tenía como objetivo mostrar la letalidad del personaje sin palabras.
El sistema de árbol de diálogo se originó a partir del concepto de Stander para un videojuego de rol (RPG por sus siglas en inglés) que se centraba en lo ilimitado, permitiendo al jugador interactuar con cualquier objeto y luchar contra cualquier NPC. Quería que cada acción tuviera repercusiones, lo que comparó con los juegos de Grand Theft Auto. Aunque nunca desarrolló el videojuego de rol, Stander reincorporó el sistema de diálogo en Katana Zero para mantener el ritmo constante. La dificultad surgió al encontrar el momento adecuado entre interrumpir y responder. Los probadores elegirían la respuesta incorrecta si interrumpieran demasiado tarde, o interrumpirían involuntariamente al tomarse demasiado tiempo para responder. Stander resolvió el problema usando «coyote time», un truco en el desarrollo de juegos en el que los desarrolladores brindan al jugador un breve intervalo para tomar su decisión incluso si la ventana de oportunidad en pantalla ha pasado.
Stander mantuvo lo que estaba en juego en cada opción de diálogo al mínimo para reducir la tensión y hacer que elegir una respuesta se sintiera natural. Señaló que «incluso las que parecen grandes se agotarán o se resolverán por sí solas», similar a la serie The Walking Dead de Telltale Games, como un caso en el que una decisión hará que el jugador pierda temporalmente su espada. Sin embargo, dijo que «la forma en que se cuenta la historia depende completamente de las elecciones [del jugador]», y señaló que la construcción del mundo y las relaciones entre los personajes pueden cambiar dependiendo de las opciones de diálogo. Por ejemplo, la relación de Zero con el psiquiatra se ve afectada si el jugador ignora sus órdenes, lo que puede llevar a caminos alternativos en la historia en los que Zero aprende información que se suponía que no debía conocer. Stander utilizó efectos gráficos para enfatizar decisiones importantes, como texto en movimiento o en color y animaciones de personajes. Lo logró programando el guion para que afectara otras áreas del juego al llegar a ciertos puntos. Su intención inicial era solo agregar brillo, pero comenzó a experimentar y agregó elementos como efectos de distorsión y vibración de la pantalla.

### Música
La banda sonora de synthwave de Katana Zero, que combina Chicago house, música electrónica y synth pop, fue compuesta por Bill Kiley y Thijs «LudoWic» Lodewijk, con música adicional de Stander. Kiley había colaborado con Stander en el pasado y Stander lo reclutó para trabajar en Katana Zero al comienzo del desarrollo. Lodewijk, que nunca había compuesto un videojuego, se involucró en 2015, después de que Stander encontrara su canal deYouTube y lo reclutó para escribir una sola canción. Stander luego preguntó si podía usar música de las «jams» de Lodewijk (sesiones de grabación improvisadas que Lodewijk había subido a su canal); el tema que llamó por primera vez la atención de Stander sobre Lodewijk, «Jam #12», se utilizó como tema principal. Lodewijk compuso una canción específicamente para Stander después de unirse al proyecto, pero Stander le dijo que compusiera como lo haría normalmente.
Kiley y Lodewijk buscaron inspiración en la música electrónica de la década de 1980, ya que los temas del juego, incluido el uso de drogas y el efecto de la guerra en el espíritu de una nación, eran relevantes en la década de 1980, después de la guerra de Vietnam. Originalmente trabajaron por separado, ya que Stander quería que Kiley escribiera música apagada para escenas basadas en historias y que Lodewijk escribiera música enérgica para los niveles principales. Según Kiley, «A medida que avanzaba el proyecto, alegremente rompimos esta regla y terminamos escribiendo música para niveles y escenas de historias por todas partes». Kiley y Lodewijk intentaron reflejar la psique y los estados de ánimo cambiantes de Zero en su música, como cuando Zero experimenta la abstinencia de Chronos y inhala cocaína en una limusina. Kiley se inspiró en el trabajo de Gary Numan, Yellow Magic Orchestra y Vangelis, y buscó evocar los sentimientos de las películas de acción de los años 80.
Stander envió a Kiley y Lodewijk capturas de pantalla, arte conceptual y notas que describían la atmósfera que buscaba, ocasionalmente junto con una pieza musical existente como referencia. Lodewijk explicó que enviarían su composición inicial a Stander, lo que llevó a una serie de intercambios que resultaron en la canción final. Algunas pistas terminaron en niveles diferentes a los previstos, y para ciertos niveles y secuencias de sueños, Lodewijk escribió dos pistas para que Stander las combinara en el juego. Lodewijk compuso la mayoría de las pistas en una sola toma, «[dejando ir la música] y ajustándola a medida que [avanzó]». Se inspiró en Nine Inch Nails, ya que él y Stander eran fanáticos de su tono oscuro e industrial. Lodewijk no se propuso hacer música oscura, pero notó que sus temas a menudo eran sombríos, incluso cuando intentaba componer música alegre.
Kiley dijo que compuso usando los mismos monitores que Richard «Disasterpeace» Vreeland usó para componer Fez (2012), mientras que Lodewijk usó sintetizadores y cajas de ritmos antiguos como el Akai MPC. Si bien editó algunas pistas usando su computadora, Lodewijk describió su proceso como «anticuado» y estimó que el 95% de su música fue compuesta usando sintetizadores antiguos. Stander intentó sincronizar la música con el juego haciendo que Zero encendiera un Walkman al comienzo de cada nivel, cambiando la música cuando Zero se quita los auricular es para hablar con un NPC y ralentizando la música cuando el jugador usa Chronos.

## Lanzamiento
Katana Zero hizo su primera aparición pública en PAX West en Seattle en septiembre de 2015. Adult Swim Games obtuvo los derechos de publicación y en diciembre se lanzó un avance. El lanzamiento del juego estaba programado para finales de 2016, pero se retrasó hasta 2017 y, finalmente, hasta marzo de 2019. Stander anunció que se había «separado amistosamente» de Adult Swim en diciembre de 2018, y reveló que Devolver Digital había adquirido los derechos de publicación el mes siguiente. Devolver ayudó a Stander a localizar el juego y traducirlo a diez idiomas. Stander quedó impresionado por el proceso de pruebas de software de Devolver para detectar errores que no notó.
Katana Zero se lanzó el 18 de abril de 2019 como juego descargable en GOG.com, Humble Bundle, Nintendo eShop y Steam. La versión Switch fue prohibida temporalmente en Australia después de que la Coalición Internacional de Calificación por Edad le negara la clasificación, debido a su descripción de violencia gráfica y uso de drogas. Devolver Digital volvió a enviar el juego a la Junta de Clasificación Australiana, que lo autorizó para su lanzamiento en mayo con una clasificación R18+. Devolver lanzó una versión para Xbox One el 15 de octubre de 2020, ofrecida a los suscriptores de Xbox Game Pass, y una versión de Amazon Luna el 9 de diciembre de 2021.  La Junta de Clasificación de Software de Entretenimiento calificó una versión de PlayStation 4 en marzo de 2021, pero no se lanzó en septiembre de 2022. Los puertos de Android e iOS se anunciaron en noviembre de 2023 como parte del servicio de suscripción de Netflix.

### Ventas
Katana Zero fue el juego Switch más reservado de Devolver, vendió más de 100 000 copias una semana después de su lanzamiento y se convirtió en el segundo juego Switch más vendido de Devolver detrás de Enter the Gungeon (2017). Fue el segundo juego de eShop más vendido durante el mes siguiente a su lanzamiento, detrás de la versión Switch de Cuphead (2017), que se lanzó el mismo día. Katana Zero vendió 500 000 copias en menos de un año y generó US$5 000 000 en ingresos. En cambio, el juego independiente promedio genera alrededor de US$16 000. Stander dijo que Katana Zero tuvo más éxito en Switch y Steam; las ventas fueron originalmente más fuertes en Switch, pero la versión Steam se vendió gradualmente más ya que salió a la venta con frecuencia.

## Recepción
Katana Zero recibió «críticas generalmente favorables» según el sitio web agregador de reseñas Metacritic, y una calificación de aprobación «Poderosa» de OpenCritic. Los críticos consideraron que Katana Zero era elegante y bien diseñada. IGN dijo que «refina la fórmula probada y verdadera de un solo golpe de una manera que la hace sentir fresca, emocionante e innovadora», mientras que Nintendo Life y Nintendo World Report lo consideraron destacado en la biblioteca de Nintendo eShop. El crítico de Destructoid dijo que Katana Zero era «sombría, hermosa, sangrienta y brillante» y cambió su forma de ver los videojuegos.
Los críticos elogiaron las imágenes de 16 bits. Disfrutaron de la estética retro de VHS y de los efectos visuales, aunque algunos escribieron que su intensidad podría provocar dolores de cabeza, así como la cantidad de detalles en los sprites y animaciones. IGN encontró impresionantes los efectos de iluminación y dijo que trabajaron con la «estética elegante del neón y el fantástico trabajo de los sprites» para darle personalidad al juego. GameSpot apreció que Katana Zero no usara una estética retro simplemente por nostalgia, y junto con Polygon encontró que el trabajo detallado de los sprites y las animaciones fluidas agregaban peso emocional.
La banda sonora fue aclamada. Destructoid lo llamó un «deleite auditivo» y el crítico de Nintendo Life dijo que la música eclipsó el resto del juego en algunos puntos. Sintió que la banda sonora tenía un enfoque claro, pero seguía «dispuesto a experimentar con géneros oscuros» y felicitó a los compositores por hacer algo original en contraste con el estilo chiptune «cliché» que prevalece en los juegos independientes. IGN dijo que la banda sonora era excelente y apropiada, y a PC Gamer le gustó cómo se contextualizó en el mundo.
Aunque los críticos elogiaron la escritura, estaban divididos sobre la historia. Destructoid señaló que era difícil discutirlo ya que mucho queda a la interpretación del jugador. Shacknews elogió los giros de la trama, y GameSpot dijo que la historia hizo un buen trabajo al equilibrar la violencia gráfica con «momentos de personajes delicadamente tranquilos y algunas relaciones sinceras». Algunos elogiaron cómo la historia proporcionó contexto para la mecánica del juego en cámara lenta, y otros pensaron que tenía corazón. Sin embargo, PC Gamer encontró la trama ficción distópica genérica con personajes comunes,  mientras que Game Informer sintió que tenía ideas interesantes, pero «la mayoría de ellas simplemente deambulan crípticamente sin llegar a ningún crescendo». A varios críticos no les gustó el final, que calificaron de abrupto, y sintieron que los momentos de la historia provocados carecían de recompensa. GameSpot encontró esto problemático ya que no se garantizaba una secuela.
El sistema de diálogo se consideró creativo e innovador. Los críticos dijeron que los diálogos ramificados y los escenarios alternativos de la historia agregaron valor de repetición. Los efectos gráficos utilizados para enfatizar el diálogo fueron elogiados por agregar peso emocional a las conversaciones. Destructoid y Nintendo Life dijeron que el sistema de diálogo ayudó a que la historia fuera interesante, y Polygon escribió que ayudó al jugador a construir una conexión emocional con Zero. Las críticas menores vinieron de IGN, que dijo que muchas desviaciones de la historia parecían superficiales, lo que llevó a que las elecciones posteriores parecieran inconsistentes con las realizadas anteriormente. No obstante, IGN dijo que el sistema de diálogo era entretenido y fomentaba múltiples jugadas.
Los críticos disfrutaron de la jugabilidad rápida y fluida, que frecuentemente compararon con Hotline Miami. Rock Paper Shotgun e IGN dijeron que las influencias eran obvias, pero eso no era un problema. IGN dijo que los controles eran «empoderadoramente flexibles» y Nintendo Life dijo que fue genial aprenderlos. Los críticos compararon frecuentemente Katana Zero con un juego de rompecabezas, que requiere que el jugador establezca estrategias y planifique. Dijeron que esto hizo que completar cada nivel fuera satisfactorio, y Game Informer consideró el proceso de prueba y error de pulir los movimientos como «la parte más entretenida [del juego]». Por el contrario, Polygon sintió que la jugabilidad, aunque buena, no estuvo a la altura de la presentación y que el diseño tipo rompecabezas hacía que el juego pareciera limitado. Se notó la corta duración, pero IGN y Nintendo Life dijeron que funcionó a favor del juego ya que significaba que no había relleno.
Los críticos dijeron que las habilidades del personaje del jugador eran estáticas y limitadas. Si bien Game Informer dijo que esto era un problema, USgamer descubrió que el juego «se trataba de jugar con esos escasos juguetes», y PC Gamer sintió que eran «lo suficientemente adaptables para hacer que los encuentros de combate fueran variados». GameSpot, USgamer, Destructoid, e IGN sintieron que la jugabilidad se mantuvo interesante con sus escenas y variedad de tipos de enemigos, aunque Game Informer no estuvo de acuerdo. El crítico de IGN dijo que la mecánica de cámara lenta de Chronos era su elemento favorito ya que era poderosa pero aún limitada,  y Nintendo Life describió el proceso de equilibrar el uso de Chronos a lo largo de los niveles como emocionante. Destructoid elogió cómo los enemigos nunca vuelven a su posición original después de la muerte, aunque Game Informer consideró esto una molestia.

### Reconocimientos
Katana Zero estuvo entre los 50 juegos mejor calificados en Metacritic en 2019, y fue nombrado uno de los mejores juegos de 2019 por USgamer (n.° 1), Thrillist (n.° 21), y Red Bull. IGN lo nominó como «Mejor juego de acción» y «Mejor música/banda sonora de videojuego» durante sus premios Best of 2019. Por su trabajo en el juego, Stander fue incluido en la lista 2020 30 Under 30 de Forbes.
| Año  | Premio                                             | Categoría                                   | Resultado | Ref(s). |
| ---- | -------------------------------------------------- | ------------------------------------------- | --------- | ------- |
| 2019 | Premios de juegos SXSW 2019                        | Voz del jugador: videojuego                 | Nominado  | [ 75 ]  |
| 2019 | The Game Awards 2019                               | Mejor juego independiente                   | Nominado  | [ 76 ]  |
| 2020 | Premios del Independent Games Festival             | Excelencia en Diseño                        | Nominado  | [ 77 ]  |
| 2020 | Premios de juegos SXSW 2020                        | Nueva propiedad intelectual más prometedora | Nominado  | [ 78 ]  |
| 2020 | XVI Premios de los Juegos de la Academia Británica | Juego debut                                 | Nominado  | [ 79 ]  |

## Contenido descargable y futuro
El 25 de abril de 2019, una semana después del lanzamiento de Katana Zero, Stander anunció que estaba trabajando en contenido descargable gratuito (DLC).[60] Quería que la calidad del DLC estuviera a la par con la del juego principal y su tamaño se expandió considerablemente durante el desarrollo. Era tres veces su tamaño originalmente planeado en febrero de 2020, y seis veces en marzo de 2021. Sin embargo, las expansiones no cambiaron los planes de Stander de lanzar el DLC de forma gratuita. El DLC tendrá un tamaño de poco más de la mitad del juego base e introducirá nuevas mecánicas de juego, enemigos y elementos de la historia. Stander lo describió como «más parecido a un Katana 1.5 » que a DLC. Dijo que el DLC resolverá algunos hilos de la trama y continuará la construcción del mundo, pero no completará la historia. Stander planea continuar la historia más allá del DLC y tiene planeada su conclusión. En mayo de 2020, dijo que algunos de sus juegos futuros se conectarían con su universo ficticio.

### Citas
1. 1 2 3 4 5 6 7 8 9 10  Mejia, Ozzie (18 de abril de 2019). «Katana Zero review: The cutting edge». Shacknews. Archivado desde el original el 8 de febrero de 2022. Consultado el 13 de febrero de 2022.
2. 1 2 3 4 5 6 7 8 9 10 11 12 13  Barbosa, Alessandro (19 de abril de 2019). «Katana Zero Review - Slow-Motion For Me». GameSpot. Archivado desde el original el 8 de febrero de 2022. Consultado el 13 de febrero de 2022.
3. ↑  Gault, Matthew (26 de junio de 2019). «The Best Video Games of 2019 (So Far)». Time. Archivado desde el original el 26 de octubre de 2021. Consultado el 16 de octubre de 2022.
4. 1 2 3 4 5 6 7 8 9  Smith, Graham (15 de junio de 2019). «Wot I Think: Katana Zero». Rock Paper Shotgun. Archivado desde el original el 8 de febrero de 2022. Consultado el 15 de marzo de 2022.
5. 1 2 3 4 5 6 7 8 9 10 11 12 13 14 15 16 17 18 19 20 21  Saltzman, Mitchell (18 de abril de 2019). «Katana Zero Review». IGN. Archivado desde el original el 18 de abril de 2019. Consultado el 13 de febrero de 2022.
6. 1 2 3 4 5 6 7 8 9 10 11 12 13 14 15  Vogel, Mitch (18 de abril de 2019). «Katana Zero Review (Switch eShop)». Nintendo Life. Archivado desde el original el 19 de abril de 2019. Consultado el 15 de marzo de 2019.
7. 1 2 3 4 5 6 7 8 9 10 11  Morton, Lauren (30 de abril de 2019). «Katana Zero review». PC Gamer. Archivado desde el original el 8 de febrero de 2022. Consultado el 15 de marzo de 2022.
8. 1 2 3  Harris, Iain (18 de abril de 2019). «Katana Zero blends Gunpoint noir with Hotline Miami ultraviolence». PCGamesN. Archivado desde el original el 30 de septiembre de 2021. Consultado el 30 de septiembre de 2021.
9. 1 2 3 4 5 6 7 8 9 10  Andriessen, CJ (5 de mayo de 2019). «Review: Katana Zero». Destructoid. Archivado desde el original el 8 de febrero de 2022. Consultado el 15 de marzo de 2022.
10. 1 2 3 4 5 6 7 8 9 10 11 12 13 14 15 16 17 18  Wallace, Chris (16 de enero de 2020). «"Artists are super hard to find as an indie developer" – Katana Zero's Justin Stander on his game's protracted development». MCV/Develop. Archivado desde el original el 9 de agosto de 2021. Consultado el 2 de octubre de 2021.
11. ↑  Makedonski, Brett (18 de enero de 2019). «Katana Zero wears its Hotline Miami influences on its kimono». Destructoid. Archivado desde el original el 30 de septiembre de 2021. Consultado el 30 de septiembre de 2021.
12. ↑  Doolan, Liam (18 de mayo de 2019). «Katana Zero Is Receiving A "Significant Update" At The End Of This Month». Nintendo Life. Archivado desde el original el 12 de febrero de 2022. Consultado el 12 de febrero de 2022.
13. 1 2 3 4 5  HG101, 2020, 20:00–30:00.
14. ↑  Donlan, Christian (30 de abril de 2019). «Katana Zero review: It's Groundhog Day with a sword». Eurogamer. Archivado desde el original el 23 de septiembre de 2022. Consultado el 16 de octubre de 2022.
15. 1 2 3  Grayson, Nathan (30 de abril de 2019). «My Favorite Katana Zero Character Is This Hapless Goon I Killed Near The Start Of The Game». Kotaku. Archivado desde el original el 3 de noviembre de 2021. Consultado el 16 de octubre de 2022.
16. 1 2 3 4 5 6 7 8  Wright, Steven T. (5 de agosto de 2019). «How Katana Zero cuts its way to a surprisingly deep story». Red Bull. Archivado desde el original el 4 de octubre de 2021. Consultado el 28 de septiembre de 2021.
17. ↑  Askiisoft. Katana Zero.  Amazon Luna, macOS, Nintendo Switch, Windows, Xbox One.  Nivel/área: Bunker Pt. 1. 2019-04-18.
18. ↑  Watts, Steve (29 de marzo de 2019). «PAX East 2019: Katana Zero Is A Stylish, Surprising Action Thriller». GameSpot. Archivado desde el original el 20 de enero de 2021. Consultado el 16 de octubre de 2022.
19. ↑  Hughes, William (3 de mayo de 2019). «Katana Zero is a good game about swords, and a great game about being a rude, interrupting prick». The A.V. Club. Archivado desde el original el 19 de enero de 2022. Consultado el 16 de octubre de 2022.
20. ↑  Cunningham, James (21 de enero de 2019). «Building a World and Killing a Path Through it in Katana Zero». Hardcore Gamer. Archivado desde el original el 11 de febrero de 2022. Consultado el 16 de octubre de 2022.
21. ↑  Askiisoft. Katana Zero.  Amazon Luna, macOS, Nintendo Switch, Windows, Xbox One.  Nivel/área: Mansion. 2019-04-18.
22. ↑  Askiisoft. Katana Zero.  Amazon Luna, macOS, Nintendo Switch, Windows, Xbox One.  Nivel/área: Slaughterhouse. 2019-04-18.
23. 1 2 3 4 5 6 7 8 9 10 11  Williams, Mike (26 de abril de 2019). «Katana Zero Review». USgamer. Archivado desde el original el 19 de abril de 2019. Consultado el 15 de marzo de 2022.
24. ↑  Askiisoft. Katana Zero.  Amazon Luna, macOS, Nintendo Switch, Windows, Xbox One.  Nivel/área: Bunker Pt. 2. 2019-04-18.
25. 1 2 3  Askiisoft. Katana Zero.  Amazon Luna, macOS, Nintendo Switch, Windows, Xbox One.  Nivel/área: Credits roll. 2019-04-18.
26. 1 2 3 4 5 6 7 8  Leijon, Eric (February 2020). «Building a video game smash between classes». McGill Alumni. Archivado desde el original el 9 de abril de 2022. Consultado el 8 de octubre de 2021.
27. ↑  «YoYo Games launches major GameMaker Studio 2 update allowing for 'a more visual approach'». MCV/Develop. 20 de agosto de 2020. Archivado desde el original el 7 de agosto de 2022. Consultado el 7 de agosto de 2022.
28. ↑  EdN (26 de abril de 2019). «askiisoft On Katana ZERO». PS4Blog.net. Archivado desde el original el 27 de septiembre de 2021. Consultado el 10 de octubre de 2021.
29. 1 2 3  Sinclair, Brendan (27 de mayo de 2020). «How does a hit like Katana Zero change things for a creator?». GamesIndustry.biz. Archivado desde el original el 14 de febrero de 2022. Consultado el 12 de febrero de 2022.
30. 1 2 3 4 5  Vincent, Brittany (21 de marzo de 2019). «Katana Zero interview: One-hit kills make you feel "badass"». Shacknews. Archivado desde el original el 27 de septiembre de 2021. Consultado el 10 de octubre de 2021.
31. ↑  LeClair, Kyle (13 de septiembre de 2016). «PAX: Katana Zero May Be The True Hotline Miami Successor». Hardcore Gamer. Archivado desde el original el 12 de febrero de 2022. Consultado el 12 de febrero de 2022.
32. 1 2 3 4 5 6 7  Leri, Michael (18 de abril de 2019). «Katana Zero developer describes how he made a tight, punishing action game». GameRevolution. Archivado desde el original el 27 de septiembre de 2021. Consultado el 6 de octubre de 2021.
33. 1 2 3 4  Ruhland, Perry (3 de marzo de 2017). «Indie Interview - Katana ZERO». TechRaptor. Archivado desde el original el 27 de septiembre de 2021. Consultado el 10 de octubre de 2021.
34. 1 2 3 4  Lemne, Bengt; Stander, Justin (16 de marzo de 2016). «Katana Zero - Justin Stander Interview - GDC 2016». Gamereactor. Archivado desde el original el 15 de febrero de 2022. Consultado el 12 de febrero de 2022 – via YouTube.
35. 1 2 3 4 5 6  Wiltshire, Alex (4 de diciembre de 2019). «How Katana Zero brought action into cutscenes». Rock, Paper, Shotgun. Archivado desde el original el 30 de septiembre de 2021. Consultado el 4 de octubre de 2021.
36. 1 2 3 4 5 6 7  Brady, Sean (13 de mayo de 2019). «On the "Katana ZERO" Score, Synthwave Goes Neo-Noir». Bandcamp. Archivado desde el original el 24 de octubre de 2021. Consultado el 10 de febrero de 2022.
37. 1 2 3  Barnes, 2019, 0:00–10:00.
38. ↑  Barnes, 2019, 20:00–30:00.
39. 1 2  Barnes, 2019, 40:00–47:13.
40. 1 2  Snow, Jeremy (28 de mayo de 2019). «The Geekly Grind Interviews: Bill Kiley». The Geekly Grind. Archivado desde el original el 4 de octubre de 2021. Consultado el 11 de febrero de 2022.
41. ↑  Barnes, 2019, 0:00–10:00; 40:00–47:13.
42. 1 2 3 4  Barnes, 2019, 10:00–20:00.
43. ↑  Billtron209 (12 de julio de 2019). «Indie game fun fact: I purchased my studio monitors from @Disasterpeace years ago when he upgraded. This means that the music I wrote for Katana ZERO and the OST from FEZ was composed on the same physical speakers. Small music world?» (tuit). Archivado desde el original el 21 de octubre de 2021. Consultado el 11 de febrero de 2022 – via X/Twitter.
44. ↑  Williams, Mike (8 de septiembre de 2015). «Katana Zero Will Make You Feel Like a Badass». USgamer. Archivado desde el original el 10 de febrero de 2022. Consultado el 10 de febrero de 2022.
45. ↑  Priestman, Chris (19 de diciembre de 2015). «Katana Zero Will Turn You Into A Time-Manipulating Assassin In 2016». Siliconera. Archivado desde el original el 10 de febrero de 2022. Consultado el 10 de febrero de 2022.
46. ↑  Devore, Jordan (17 de diciembre de 2015). «Katana Zero has the right stuff». Destructoid. Archivado desde el original el 10 de febrero de 2022. Consultado el 10 de febrero de 2022.
47. ↑  Wong, Alistar (18 de junio de 2016). «Time-Manipulating Assassin Game Katana Zero Slips To 2017». Siliconera. Archivado desde el original el 7 de agosto de 2022. Consultado el 7 de agosto de 2022.
48. 1 2  Devore, Jordan (11 de enero de 2019). «It's almost time for the bullet-slashing action game Katana Zero». Destructoid. Archivado desde el original el 8 de febrero de 2022. Consultado el 12 de febrero de 2022.
49. ↑  LeChair, Kyle (17 de enero de 2019). «Devolver Digital to Publish Katana Zero». Hardcore Gamer. Archivado desde el original el 7 de agosto de 2022. Consultado el 7 de agosto de 2022.
50. ↑  LeClair, Kyle (20 de marzo de 2019). «Katana Zero Reveals Release Date in New Trailer». Hardcore Gamer. Archivado desde el original el 11 de febrero de 2022. Consultado el 10 de febrero de 2022.
51. ↑  Bolding, Jonathan (15 de febrero de 2020). «Katana Zero's free DLC will be three times larger than expected». PC Gamer. Archivado desde el original el 12 de febrero de 2022. Consultado el 12 de febrero de 2022.
52. ↑  Doolan, Liam (18 de abril de 2019). «Katana Zero Is Devolver Digital's Most Pre-Ordered Switch Game So Far». Nintendo Life. Archivado desde el original el 12 de febrero de 2022. Consultado el 12 de febrero de 2022.
53. ↑  Walker, Alex (18 de abril de 2019). «Katana Zero Just Got Banned In Australia». Kotaku. Archivado desde el original el 17 de abril de 2019. Consultado el 8 de febrero de 2022.
54. ↑  Doolan, Liam (17 de abril de 2019). «Katana Zero Refused Classification In Australia And New Zealand». Nintendo Life. Archivado desde el original el 13 de octubre de 2022. Consultado el 13 de octubre de 2022.
55. ↑  Walker, Alex (16 de mayo de 2019). «Katana Zero's Ban Overturned, Receives R18+ Rating». Kotaku. Archivado desde el original el 2 de abril de 2020. Consultado el 8 de febrero de 2022.
56. ↑  Romano, Sal (13 de octubre de 2020). «Xbox Game Pass adds Tales of Vesperia: Definitive Edition, Katana Zero, Supraland, and more in late October». Gematsu. Archivado desde el original el 28 de enero de 2022. Consultado el 16 de octubre de 2022.
57. ↑  Diaz, Justin (28 de julio de 2022). «Amazon Luna: Everything You Need To Know – Updated July 28, 2022». Android Authority. Archivado desde el original el 31 de agosto de 2022. Consultado el 29 de julio de 2022.
58. ↑  Romano, Sal (1 de marzo de 2021). «ESRB rates Katana ZERO for PS4, Demon Turf for PS5». Gematsu. Archivado desde el original el 1 de marzo de 2021. Consultado el 10 de septiembre de 2022.
59. ↑  Romano, Sal (2 de septiembre de 2022). «Katana ZERO DLC first gameplay footage». Gematsu. Archivado desde el original el 13 de septiembre de 2022. Consultado el 10 de septiembre de 2022.
60. ↑  LeBlanc, Wesley (13 de noviembre de 2023). «Hades, Katana Zero, Death's Door, And More Coming To Netflix Soon». Game Informer. Consultado el 4 de diciembre de 2023.
61. ↑  Doolan, Liam (26 de abril de 2019). «Katana Zero Sold More Than 100,000 Copies In Its First Week». Nintendo Life. Archivado desde el original el 26 de abril de 2019. Consultado el 26 de abril de 2019.
62. 1 2  Stander; Justin (16 de enero de 2020). «Katana Zero Creator Justin Stander On The Relentless Drive That Brought The Game To Life». Forbes. Archivado desde el original el 15 de febrero de 2022. Consultado el 12 de febrero de 2022 – via YouTube.
63. 1 2  «Katana Zero for Switch Reviews». Metacritic. Archivado desde el original el 5 de mayo de 2019. Consultado el 8 de febrero de 2022.
64. 1 2  «Katana Zero for PC Reviews». Metacritic. Archivado desde el original el 29 de abril de 2019. Consultado el 8 de febrero de 2022.
65. 1 2 3 4 5 6 7 8 9 10  Juba, Joe (18 de abril de 2019). «Katana Zero Review - A Sharp And Dull Blade». Game Informer. Archivado desde el original el 19 de abril de 2019. Consultado el 15 de marzo de 2022.
66. 1 2 3 4 5 6 7  Lloyd, David (18 de abril de 2019). «Katana Zero Review». Nintendo World Report. Archivado desde el original el 8 de febrero de 2022. Consultado el 15 de marzo de 2022.
67. ↑  «Katana Zero Reviews». OpenCritic. 18 de abril de 2019. Consultado el 13 de junio de 2023.
68. 1 2 3 4 5  Frushtick, Russ (18 de abril de 2019). «Katana Zero review: a game about death, death, death, and life». Polygon. Archivado desde el original el 31 de marzo de 2022. Consultado el 15 de marzo de 2022.
69. ↑  Dietz, Jason (3 de enero de 2020). «Best Video Games of 2019». Metacritic. Archivado desde el original el 19 de febrero de 2020. Consultado el 6 de abril de 2022.
70. ↑  Cryer, Hirun (27 de diciembre de 2019). «Hirun Cryer's Top 10 Games of 2019: Excuse the Turmoil». USgamer. Archivado desde el original el 12 de febrero de 2022. Consultado el 6 de abril de 2022.
71. ↑  Khan, Joshua (30 de diciembre de 2019). «The 30 Best Video Games of 2019». Thrillist. Archivado desde el original el 13 de febrero de 2022. Consultado el 6 de abril de 2022.
72. ↑  Sillis, Ben (3 de diciembre de 2019). «These are the 10 best games of 2019». Red Bull. Archivado desde el original el 14 de febrero de 2022. Consultado el 6 de abril de 2022.
73. ↑  «The Best Action Game of 2019». IGN. 10 de diciembre de 2019. Archivado desde el original el 12 de febrero de 2022. Consultado el 6 de abril de 2022.
74. ↑  «The Best Video Game Music/Soundtrack of 2019». IGN. 10 de diciembre de 2019. Archivado desde el original el 21 de octubre de 2021. Consultado el 6 de abril de 2022.
75. ↑  Trent, Logan (29 de enero de 2019). «Announcing the 2019 SXSW Gamer's Voice Award Nominees!». South by Southwest. Archivado desde el original el 12 de abril de 2019. Consultado el 22 de enero de 2020.
76. ↑  Winslow, Jeremy (19 de noviembre de 2019). «The Game Awards 2019 Nominees Full List». GameSpot. Archivado desde el original el 23 de noviembre de 2019. Consultado el 21 de noviembre de 2019.
77. ↑  Lee, Jess (7 de enero de 2020). «Independent Games Festival: Mutazione leads nominations for 2020 awards». Digital Spy. Archivado desde el original el 15 de julio de 2021. Consultado el 16 de octubre de 2022.
78. ↑  Blake, Vikki (18 de febrero de 2020). «Here are the nominees for SXSW Gaming Awards 2020». MCV/Develop. Archivado desde el original el 16 de noviembre de 2021. Consultado el 8 de abril de 2022.
79. ↑  Stuart, Keith (3 de marzo de 2020). «Death Stranding and Control dominate Bafta games awards nominations». The Guardian. Archivado desde el original el 3 de marzo de 2020. Consultado el 4 de marzo de 2020.
80. 1 2 3 4  Doolan, Liam (26 de marzo de 2021). «Katana Zero Dev Says Free DLC Is Now So Big It's "More Like Katana 1.5"». Nintendo Life. Archivado desde el original el 20 de febrero de 2022. Consultado el 19 de febrero de 2022.
81. ↑  Doolan, Liam (16 de febrero de 2020). «Katana Zero Free DLC Still In Development And It's Now "3x The Original Planned Size"». Nintendo Life. Archivado desde el original el 20 de febrero de 2022. Consultado el 19 de febrero de 2022.

### Obras citadas
- Barnes, Morgan (2 de mayo de 2019). «LudoWic - Katana Zero Composer». In the Blood. Consultado el 14 de octubre de 2021 – via Spotify.
- «Top 47,858 Games of All Time Episode 351: Katana Zero». Hardcore Gaming 101. 21 de noviembre de 2020. Archivado desde el original el 18 de noviembre de 2021. Consultado el 16 de octubre de 2022.